# Atletismo nos Jogos Olímpicos de Verão de 2020 - 110 m com barreiras masculino
O evento dos 110 metros com barreiras masculino nos Jogos Olímpicos de Verão de 2020 ocorreu entre os dias 3 e 5 de agosto de 2021 no Estádio Olímpico. Esperava-se que aproximadamente quarenta atletas participassem.

## Qualificação
Um Comitê Olímpico Nacional (CON) pode inscrever até 3 atletas qualificados no evento masculino dos 110 metros com barreiras desde que todos os atletas atendam ao padrão de inscrição ou se classificarem pelo ranking durante o período de qualificação (o limite de 3 está em vigor desde o Congresso Olímpico de 1930). O tempo padrão a qualificação é 13.32 segundos. Este padrão foi "estabelecido com o único propósito de qualificar atletas com desempenhos excepcionais incapazes de se qualificar através do caminho do Ranking Mundial da IAAF". O ranking mundial, baseado na média dos cinco melhores resultados da atleta durante o período de qualificação e ponderado pela importância do evento, é usado para qualificar os atletas até que o limite de 40 seja alcançado.
O período de qualificação foi originalmente de 1 de maio de 2019 a 29 de junho de 2020. Devido à pandemia de COVID-19, este período foi suspenso de 6 de abril de 2020 a 30 de novembro de 2020, com a data de término estendida para 29 de junho de 2021. O início do período do ranking mundial a data também foi alterada de 1 de maio de 2019 para 30 de junho de 2020; os atletas que atingiram o padrão de qualificação naquela época ainda estavam qualificados, mas aqueles que usavam as classificações mundiais não seriam capazes de contar os desempenhos durante esse tempo. Os padrões de tempo de qualificação podem ser obtidos em várias competições durante o período determinado que tenham a aprovação da IAAF. Apenas competições ao ar livre eram elegíveis para arrancadas e provas de obstáculos curtos, como os 110 metros com barreiras. Os campeonatos continentais mais recentes podem ser contados no ranking, mesmo que não durante o período de qualificação.
Os CONs também podem usar sua vaga de universalidade – cada CON pode inscrever uma atleta independentemente do tempo, se não houver nenhuma atleta que atenda ao padrão de entrada a um evento de atletismo – nos 110 metros com barreiras.

## Formato
O evento continua a usar o formato de três fases principais (eliminatórias, semifinais e final). São 5 baterias iniciais, com os 4 primeiros colocados em cada uma e os 4 melhores tempos no geral avançando para as semifinais. Foram 3 semifinais, com os 2 primeiros colocados em cada semifinal e os seguintes 2 melhores tempos no geral avançando para a final.

## Calendário
Horário local (UTC +9)
| 3 de agosto   | 4 de agosto | 5 de agosto |
| 19:10         | 11:00       | 11:55       |
| ------------- | ----------- | ----------- |
| Eliminatórias | Semifinais  | Final       |

## Medalhistas
| Ouro   | JAM Hansle Parchment |
| Prata  | USA Grant Holloway   |
| Bronze | JAM Ronald Levy      |

## Recordes
Antes desta competição, os recordes mundiais, olímpicos e regionais existentes eram os seguintes: 
| Tipo             | Atleta        | Tempo | Local    | Data                  |
| ---------------- | ------------- | ----- | -------- | --------------------- |
| Recorde mundial  | Aries Merritt | 12.80 | Bruxelas | 7 de setembro de 2012 |
| Recorde olímpico | Liu Xiang     | 12.91 | Atenas   | 27 de agosto de 2004  |

### Por região
| Área                               | Tempo | Vento | Atleta              | Nação          |
| ---------------------------------- | ----- | ----- | ------------------- | -------------- |
| África                             | 13.11 | +1.8  | Antonio Alkana      | África do Sul  |
| Ásia                               | 12.88 | +1.1  | Liu Xiang           | China          |
| Europa                             | 12.91 | +0.5  | Colin Jackson       | Reino Unido    |
| América do Norte, Central e Caribe | 12.80 | +0.3  | Aries Merritt       | Estados Unidos |
| Oceania                            | 13.29 | +0.6  | Kyle Vander-Kuyp    | Austrália      |
| América do Sul                     | 13.18 | +0.8  | Gabriel Constantino | Brasil         |

## Resultados

### Eliminatórias
Regra de qualificação: os 4 primeiros de cada bateria (Q) e os seguintes 4 tempos mais rápidos (q) avançam as semifinais.
Vento – Bateria 1: 0.0 m/s; Bateria 2: -0.1 m/s; Bateria 3: -0.1 m/s; Bateria 4: -0.2 m/s; Bateria 5: -0.1 m/s.

#### Bateria 1
| Pos. | Raia | Atleta               | CON              | Tempo          | Notas                |
| ---- | ---- | -------------------- | ---------------- | -------------- | -------------------- |
| 1    | 4    | Ronald Levy          | JAM Jamaica      | 13.17          | Q                    |
| 2    | 6    | Jason Joseph         | SUI Suíça        | 13.31          | Q,                   |
| 3    | 9    | Valdó Szűcs          | HUN Hungria      | 13.50 (13.496) | Q                    |
| 4    | 2    | Andrew Pozzi         | GBR Grã-Bretanha | 13.50 (13.500) | Q                    |
| 5    | 5    | Gabriel Constantino  | BRA Brasil       | 13.55          | q                    |
| 6    | 8    | Michael Obasuyi      | BEL Bélgica      | 13.65          |                      |
| 7    | 7    | Louis François Mendy | SEN Senegal      | 13.84          | Recorde da temporada |
| —    | 3    | Wilhem Belocian      | FRA França       | DSQ            | TR 22.6.2            |

#### Bateria 2
| Pos. | Raia | Atleta            | CON                | Tempo | Notas                |
| ---- | ---- | ----------------- | ------------------ | ----- | -------------------- |
| 1    | 7    | Asier Martínez    | ESP Espanha        | 13.32 | Q                    |
| 2    | 5    | Daniel Roberts    | USA Estados Unidos | 13.41 | Q                    |
| 3    | 8    | Damion Thomas     | JAM Jamaica        | 13.54 | Q                    |
| 4    | 2    | Milan Trajkovic   | CYP Chipre         | 13.59 | Q,                   |
| 5    | 9    | Vitali Parakhonka | BLR Bielorrússia   | 13.61 |                      |
| 6    | 4    | Shane Brathwaite  | BAR Barbados       | 13.64 |                      |
| 7    | 3    | Yaqoub Al-Youha   | KUW Kuwait         | 13.69 | Recorde da temporada |
| 8    | 6    | Hassane Fofana    | ITA Itália         | 13.70 |                      |

#### Bateria 3
| Pos. | Raia | Atleta               | CON                | Tempo | Notas           |
| ---- | ---- | -------------------- | ------------------ | ----- | --------------- |
| 1    | 9    | Grant Holloway       | USA Estados Unidos | 13.02 | Q               |
| 2    | 7    | Hansle Parchment     | JAM Jamaica        | 13.23 | Q               |
| 3    | 3    | Nicholas Hough       | AUS Austrália      | 13.57 | Q               |
| 4    | 5    | Damian Czykier       | POL Polônia        | 13.61 | Q               |
| 5    | 4    | Gregor Traber        | GER Alemanha       | 13.65 |                 |
| 6    | 2    | Shunya Takayama      | JPN Japão          | 13.98 |                 |
| 7    | 1    | Jérémie Lararaudeuse | MRI Maurício       | 14.03 | Recorde pessoal |
| 8    | 8    | Fadane Hamadi        | COM Comores        | 14.99 |                 |
| —    | 6    | Sergey Shubenkov     | ROC                | —     | DNS             |

#### Bateria 4
| Pos. | Raia | Atleta                  | CON                          | Tempo | Notas                |
| ---- | ---- | ----------------------- | ---------------------------- | ----- | -------------------- |
| 1    | 8    | Aurel Manga             | FRA França                   | 13.24 | Q,                   |
| 2    | 6    | Shunsuke Izumiya        | JPN Japão                    | 13.28 | Q                    |
| 3    | 4    | Rafael Henrique Pereira | BRA Brasil                   | 13.46 | Q                    |
| 4    | 2    | Xie Wenjun              | CHN China                    | 13.51 | Q                    |
| 5    | 3    | Chen Kuei-ru            | TPE Taipé Chinês             | 13.53 | q,                   |
| 6    | 1    | David King              | GBR Grã-Bretanha             | 13.55 | q                    |
| 7    | 9    | Eddie Lovett            | ISV Ilhas Virgens Americanas | 14.17 | Recorde da temporada |
| 8    | 7    | Chan Chung Wang         | HKG Hong Kong                | 14.23 |                      |
| —    | 5    | Orlando Ortega          | ESP Espanha                  | —     | DNS                  |

#### Bateria 5
| Pos. | Raia | Atleta                  | CON                | Tempo | Notas                |
| ---- | ---- | ----------------------- | ------------------ | ----- | -------------------- |
| 1    | 5    | Devon Allen             | USA Estados Unidos | 13.21 | Q                    |
| 2    | 3    | Pascal Martinot-Lagarde | FRA França         | 13.37 | Q,                   |
| 3    | 7    | Taio Kanai              | JPN Japão          | 13.41 | Q                    |
| 4    | 8    | Paolo Dal Molin         | ITA Itália         | 13.44 | Q                    |
| 5    | 6    | Elmo Lakka              | FIN Finlândia      | 13.48 | q                    |
| 6    | 4    | Antonio Alkana          | RSA África do Sul  | 13.55 | Recorde da temporada |
| 7    | 2    | Konstantinos Douvalidis | GRE Grécia         | 13.63 | Recorde da temporada |
| 8    | 9    | Eduardo de Deus         | BRA Brasil         | 13.78 |                      |

### Semifinais
Regras de qualificação: os 2 primeiros em cada bateria (Q) e os seguintes 2 tempos mais rápidos (q) avançam a final.
Vento – Semifinal 1: +0.3 m/s; Semifinal 2: +0.1 m/s; Semifinal 3: -0.1 m/s.

#### Semifinal 1
| Pos. | Raia | Atleta                  | CON                | Reação | Tempo | Notas |
| ---- | ---- | ----------------------- | ------------------ | ------ | ----- | ----- |
| 1    | 7    | Ronald Levy             | JAM Jamaica        | 0.154  | 13.23 | Q     |
| 2    | 4    | Pascal Martinot-Lagarde | FRA França         | 0.155  | 13.25 | Q,    |
| 3    | 6    | Asier Martínez          | ESP Espanha        | 0.150  | 13.27 | q,    |
| 4    | 8    | Andrew Pozzi            | GBR Grã-Bretanha   | 0.148  | 13.32 | q     |
| 5    | 5    | Daniel Roberts          | USA Estados Unidos | 0.195  | 13.33 |       |
| 6    | 2    | Damian Czykier          | POL Polônia        | 0.152  | 13.63 |       |
| 7    | 9    | Nicholas Hough          | AUS Austrália      | 0.163  | 13.88 |       |
| 8    | 3    | Gabriel Constantino     | BRA Brasil         | 0.159  | 13.89 |       |

#### Semifinal 2
| Pos. | Raia | Atleta          | CON                | Reação | Tempo | Notas |
| ---- | ---- | --------------- | ------------------ | ------ | ----- | ----- |
| 1    | 5    | Devon Allen     | USA Estados Unidos | 0.121  | 13.18 | Q     |
| 2    | 6    | Aurel Manga     | FRA França         | 0.151  | 13.24 | Q, =  |
| 3    | 8    | Damion Thomas   | JAM Jamaica        | 0.135  | 13.39 |       |
| 4    | 9    | Paolo Dal Molin | ITA Itália         | 0.133  | 13.40 |       |
| 5    | 4    | Jason Joseph    | SUI Suíça          | 0.135  | 13.46 |       |
| 6    | 2    | Chen Kuei-ru    | TPE Taipé Chinês   | 0.146  | 13.57 |       |
| 7    | 3    | Elmo Lakka      | FIN Finlândia      | 0.139  | 13.67 |       |
| 8    | 7    | Taio Kanai      | JPN Japão          | 0.127  | 26.11 |       |

#### Semifinal 3
| Pos. | Raia | Atleta                  | CON                | Reação | Tempo | Notas |
| ---- | ---- | ----------------------- | ------------------ | ------ | ----- | ----- |
| 1    | 4    | Grant Holloway          | USA Estados Unidos | 0.130  | 13.13 | Q     |
| 2    | 6    | Hansle Parchment        | JAM Jamaica        | 0.145  | 13.23 | Q, =  |
| 3    | 7    | Shunsuke Izumiya        | JPN Japão          | 0.141  | 13.35 |       |
| 4    | 9    | Valdó Szűcs             | HUN Hungria        | 0.140  | 13.40 |       |
| 5    | 8    | Xie Wenjun              | CHN China          | 0.154  | 13.58 |       |
| 6    | 5    | Rafael Henrique Pereira | BRA Brasil         | 0.154  | 13.62 |       |
| 7    | 2    | David King              | GBR Grã-Bretanha   | 0.141  | 13.67 |       |
| 8    | 3    | Milan Trajkovic         | CYP Chipre         | 0.147  | 14.01 |       |

### Final
A final foi disputada em 5 de agosto, às 11:55 locais.
Vento: -0.5 m/s.
| Pos.              | Raia | Atleta                  | CON                | Reação | Tempo | Notas                |
| ----------------- | ---- | ----------------------- | ------------------ | ------ | ----- | -------------------- |
| Medalha de ouro   | 7    | Hansle Parchment        | JAM Jamaica        | 0.130  | 13.04 | Recorde da temporada |
| Medalha de prata  | 4    | Grant Holloway          | USA Estados Unidos | 0.136  | 13.09 |                      |
| Medalha de bronze | 5    | Ronald Levy             | JAM Jamaica        | 0.146  | 13.10 |                      |
| 4                 | 6    | Devon Allen             | USA Estados Unidos | 0.133  | 13.14 |                      |
| 5                 | 8    | Pascal Martinot-Lagarde | FRA França         | 0.120  | 13.16 | Recorde da temporada |
| 6                 | 2    | Asier Martínez          | ESP Espanha        | 0.155  | 13.22 | Recorde pessoal      |
| 7                 | 3    | Andrew Pozzi            | GBR Grã-Bretanha   | 0.140  | 13.30 |                      |
| 8                 | 9    | Aurel Manga             | FRA França         | 0.151  | 13.38 |                      |

Legenda
| Recorde mundial      | Recorde mundial (World record)               |                       | Recorde africano                      | Recorde africano (African) |                                           | Q | Classificado por posição (Qualified) |
| Recorde olímpico     | Recorde olímpico (Olympic record)            | Recorde da América    | Recorde da América (Americas)         | q                          | Classificado por melhor tempo (Qualified) |   |                                      |
| Melhor marca do ano  | Melhor marca do ano (World leading)          | Recorde asiático      | Recorde asiático (Asian)              | DNS                        | Não largou (Did not start)                |   |                                      |
| Recorde nacional     | Recorde nacional (National record)           | Recorde europeu       | Recorde europeu (European)            | DNF                        | Não terminou (Did not finish)             |   |                                      |
| Recorde pessoal      | Recorde pessoal do atleta (Personal best)    | Recorde da Oceania    | Recorde da Oceania (Oceania)          | DSQ / DQ                   | Desclassificado (Disqualified)            |   |                                      |
| Recorde da temporada | Recorde da temporada do atleta (Season best) | Recorde sul-americano | Recorde sul-americano (South America) | NM                         | Sem marca (No mark)                       |   |                                      |